# Căsătoria minorilor

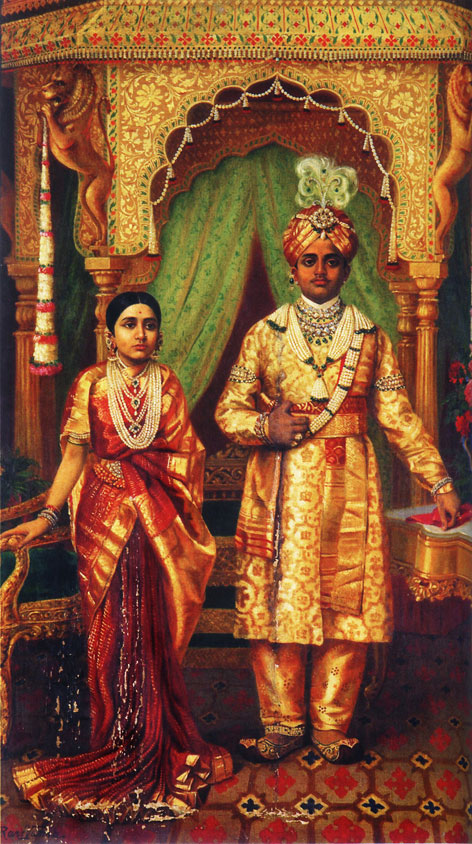
Rana Prathap Kumari, în vârstă de 12 ani, căsătorită cu Krishnaraja Wadiyar IV, în vârstă de 16 ani.

Căsătoria minorilor este o căsătorie formală sau uniune neformală în care se angajează un individ înainte de a atinge vârsta de 18 ani.
Căsătoria minorilor a fost frecventă în cursul istoriei din diferite motive. În prezent, aceasta este răspândită mai mult în țările în curs de dezvoltare, cum ar fi unele din Africa, Asia de Sud, Asia de Sud-Est și de Est, Asia de Vest, America Latină și Oceania. Incidența căsătoriilor minorilor este într-o descreștere continuă. Țările cu cele mai mari rate observate ale căsătoriilor minorilor sunt Niger, Ciad, Mali, Bangladesh, Guineea și Republica Centrafricană, cu o rată de peste 60%. Niger, Ciad, Bangladesh, Mali și Ethiopia sunt țări cu o rată a mariajului minorilor sub 15 ani – peste 20%, conform unor studii din 2003-2009.

## Vârsta legală pentru căsătorie în România
Începând cu anul 2007, vârsta legală pentru căsătorie în România este de 18 ani, cu mențiunea ca în unele cazuri "pentru motive temeinice" se poate aproba legal căsătoria de la 16 ani. In 2007, Legea nr. 288/2007 a egalizat vârsta minimă de căsătorie a femeilor și bărbaților - înainte de această lege, vârsta era de 16 ani pentru femei, și pentru motive temeinice 15 ani.
Noul cod civil al României care a intrat în vigoare în octombrie 2011, abrogând vechiul cod al familiei, stipulează: Art. 272 Vârsta matrimonială (1) Căsătoria se poate încheia dacă viitorii soți au împlinit vârsta de 18 ani.(2) Pentru motive temeinice, minorul care a împlinit vârsta de 16 ani se poate căsători în temeiul unui aviz medical, cu încuviințarea părinților săi sau, după caz, a tutorelui și cu autorizarea instanței de tutelă în a cărei circumscripție minorul își are domiciliul. În cazul în care unul dintre părinți refuză să încuviințeze căsătoria, instanța de tutelă hotărăște și asupra acestei divergențe, având în vedere interesul superior al copilului.(3) Dacă unul dintre părinți este decedat sau se află în imposibilitate de a-și manifesta voința, încuviințarea celuilalt părinte este suficientă.(4) De asemenea, în condițiile art. 398, este suficientă încuviințarea părintelui care exercită autoritatea părintească.(5) Dacă nu există nici părinți, nici tutore care să poată încuviința căsătoria, este necesară încuviințarea persoanei sau a autorității care a fost abilitată să exercite drepturile părintești.
Alte articole relevante sunt Art. 274 Interzicerea căsătoriei între rude  și Art. 275 Interzicerea căsătoriei între tutore și persoana minoră. 

## Statistici
În tabelul de mai jos este prezentat procentajul femeilor cu vârste cuprinse între 20–24 care au fost căsătorite sau într-o uniune înainte de vârsta de 18 ani. Datele provin de la International Center for Research on Women (ICRW) și UNICEF.
| Țara                    | % din fete căsătorite înainte de 18 ani date ICRW-UNICEF (anul datelor) | % din fete căsătorite înainte de 18 ani (date ONU) |
| ----------------------- | ----------------------------------------------------------------------- | -------------------------------------------------- |
| Niger                   | 76 (2012)                                                               | 62                                                 |
| Ciad                    | 68 (2010)                                                               | 49                                                 |
| Republica Centrafricană | 68 (2010)                                                               | 42                                                 |
| Bangladesh              | 65 (2011)                                                               | 48                                                 |
| Mali                    | 55 (2010)                                                               | 50                                                 |
| Guineea                 | 52 (2012)                                                               | 46                                                 |
| Malawi                  | 50 (2010)                                                               | 37                                                 |
| Mozambic                | 48 (2011)                                                               | 47                                                 |
| Madagascar              | 41 (2012)                                                               | 34                                                 |
| Sierra Leone            | 44 (2010)                                                               | 47                                                 |
| Burkina Faso            | 52 (2010)                                                               | 35                                                 |
| India                   | 47 (1999-2005)                                                          | 30                                                 |
| Somalia                 | 45 (1998-2006)                                                          | 38                                                 |
| Nicaragua               | 41 (2000-2006)                                                          | 32                                                 |
| Zambia                  | 42 (2002-2007)                                                          | 24                                                 |
| Eritrea                 | 41 (2010)                                                               | 38                                                 |
| Uganda                  | 40 (2011)                                                               | 32                                                 |
| Etiopia                 | 41 (2011)                                                               | 30                                                 |
| Nepal                   | 41 (2011)                                                               | 40                                                 |
| Republica Dominicană    | 41 (2009-2010)                                                          | 29                                                 |
| Afganistan              | 40 (2012)                                                               | 29                                                 |